# Handknattleikssamband islands
La Handknattleikssamband islands (HI) è la federazione islandese di pallamano.

È stata fondata nel 1940 ed è affiliata alla International Handball Federation ed alla European Handball Federation.

La federazione assegna ogni anno il titolo di campione d'Islanda e la coppa nazionale.

Controlla ed organizza l'attività delle squadre nazionali.

La sede amministrativa della federazione è a Reykjavík.

## Squadre nazionali
La federazione controlla e gestisce tutte le attività delle squadre nazionali islandesi.
- Nazionale di pallamano maschile dell'Islanda
- Nazionale di pallamano femminile dell'Islanda

## Competizioni per club
La federazione annualmente organizza e gestisce le principali competizioni per club del paese.
- Campionato islandese di pallamano maschile
- Campionato Islandese di pallamano Femminile
- Coppa d'Islanda (pallamano maschile)
- Coppa d'Islanda (pallamano femminile)